# Термінологічна база
Термінологічна база (скорочено, термбаза) — база даних, яка складається із записів (статей), кожен із яких пов'язаний із певним поняттям, а також містить супровідну інформацію, зазвичай кількома мовами.

## Дані термінологічної бази
До складу записів може входити така додаткова інформація:
- визначення терміна
- термін вихідною мовою або контекст
- тематична область, сфера застосування
- інформація щодо граматики (частина мови тощо)
- примітки
- зауваження щодо застосування («фігуральне», «просторіччя», «американська англійська», «офіційне» тощо)
- автор («ким створено»)
- дата створення/змінення («створено/змінено»)
- стан перевірки («перевірені», «затверджені» терміни)
- ідентифікатор.

Термінологічна база уможливлює системне керування термінологією і є потужним засобом забезпечення її узгодженості.